# أوزوالدو ليون
أوزوالدو ليون (بالإسبانية: Oswaldo León)‏ هو لاعب كرة قدم مكسيكي، ولد في 15 يونيو 1999 في Santa Cruz de Juventino Rosas ‏ في المكسيك. لعب مع نادي أمريكا.

## روابط خارجية
- أوزوالدو ليون على موقع قاعدة بيانات كرة القدم.إي يو (الإنجليزية)
- أوزوالدو ليون على موقع Soccerway.com (الإنجليزية)